# المعيلة (فلم)
المُعيلة (بالإنجليزية: The Breadwinner) هو فيلم رسوم متحركة من إخراج الأيرلندية «نورا توماي» سنة 2017، وقد استعانت المخرجة بصوت الممثلة الكندية الصغيرة «سارا تشودري» لتجسيد شخصية الفيلم الرئيسية «بارفانا».
أحداث الفيلم مُقتبسة عن سلسلة روايات مبنية على أحداث حقيقية، للكاتبة والناشطة الكندية «ديبورا إليس».
شهد الفيلم أول عرض عالمي له في مهرجان تورونتو السينمائي الدولي في سبتمبر 2017. حصل بعدها على توزيع داخل دور العرض السينمائية في الولايات المتحدة، وكندا، وأيرلندا، ولوكسمبورج.
رُشح الفيلم لجائزة الغولدن غلوب كأفضل فيلم رسوم متحركة لسنة 2018، ورُشح أيضًا لنيل جائزة الأوسكار لأفضل فيلم رسوم متحركة في حفل توزيع جوائز الأوسكار التسعون.

## القصة
(بارفانا) فتاة أفغانستانية صغيرة في الحادية عشر من عمرها، تعاصر فترة حكم حركة طالبان للبلاد في عام 2011، يتم إلقاء القبض على والدها بالخطأ، وتقرر بعدها أن تقص شعرها وتتنكر في هيئة صبي لكي تستطيع العمل والإنفاق على أسرتها، مما يدخلها في تحديات جديدة ويفتح أمامها آفاقًا عريضة.

## روابط خارجية
- مقالات تستعمل روابط فنية بلا صلة مع ويكي بيانات

لا توجد روابط لمواقع التواصل الاجتماعي.